# Indochine
Gli Indochine sono un gruppo musicale francese new wave e alternative rock, fondato nel 1981 da Nicola Sirkis, insieme al chitarrista Dominique Nicolas.

## La storia

### Gli anni '80

#### Gli esordi
La storia del gruppo inizia nel 1980, quando Nicola Sirkis risponde ad un annuncio di un nuovo gruppo che stava cercando un cantante. Il particolare che lo spinge a proporsi è che il gruppo in questione ha lo stesso nome del gruppo che suo fratello Stéphane Sirkis aveva fondato e di cui lo stesso Nicola faceva parte, Les Espions. In questa circostanza incontra Dominique Nicolas, che si presenta come chitarrista.
Les Espions sono un gruppo che fa musica elettronica, che poco attira Nicola e Dominique, i quali decidono quindi di lasciare la band per creare un proprio gruppo. Nascono così gli Indochine. Il nome deriva dalla passione di Nicola per i romanzi di Marguerite Duras ambientati in Indocina.
Nicola non sa suonare nessuno strumento, ma scrive testi. Poiché ama il sassofono, in voga negli anni ottanta, decide di cercare anche un sassofonista per completare il gruppo, e così viene reclutato Dimitri Bodianskin, cugino di un amico di Nicola, che al tempo ha solo 17 anni. È il 10 maggio del 1981, data ufficiale della formazione del gruppo.
Il trio diventa quindi un quartetto il 29 settembre 1981, quando si unisce come tastierista anche Stéphane Sirkis, che a differenza del fratello ha imparato a suonare diversi strumenti, tra cui anche la chitarra ed il sintetizzatore. Lo stesso giorno il gruppo debutta dal vivo al Le Rose Bonbon, un club parigino molto in voga. Dopo il successo della serata, gli Indochine ottengono un ingaggio con una casa discografica. Il loro primo singolo è Dizzidence Politik, che però non va bene, ricevendo critiche negative da radio e TV.
La svolta avviene con l'uscita del loro primo LP, L'aventurier nel novembre del 1982, pubblicato dalla Clémence Melody e distribuito dalla BMG/Ariola, dal quale sei mesi dopo viene tratto il singolo omonimo, che diventa la hit del 1983 in Francia, vendendo 250 000 copie. L'album contiene anche un'audace cover de L'Opportuniste di Jacques Dutronc, del 1968.
Il gruppo si inserisce nel panorama new wave, e comincia a ricevere consensi anche dalla critica, che ne apprezza le innovazioni tecniche.
Nel 1983 esce il secondo album, Le péril jaune, sempre con la Clémence Melody, che vende 225 000 copie. Il gruppo gira tutta la Francia, e approda anche in Scandinavia per una serie di concerti.

#### Il successo
Il vero successo, però, arriva nel 1985, anno di uscita dell'album 3, prodotto direttamente dalla BMG/Ariola, che vende 800 000 copie e nel complesso i singoli vendono 1 300 000 copie in Francia. L'album contiene i brani classici del gruppo, come 3ème Sexe, Canary Bay, 3 Nuits par Semaine, Salômbo e Montecristo.
Sull'onda del successo ottenuto, la casa discografica propone a Nicola di incidere il disco in inglese, ma il cantante si rifiuta per non snaturare il gruppo e perché non si sente in grado di cantare in un'altra lingua.
Nel 1986 il gruppo, in piena ascesa, per festeggiare i cinque anni di attività registra un live allo Zénith di Parigi, che vende 350 000 in Francia. Questo è anche l'anno del debutto in Perù, dove il gruppo viene ben accolto e l'album Live in Zénith vende 120 000 copie. In questo periodo ricevono molte accuse di copiare The Cure e, quando nel 1987 gli Indochine, per registrare il loro quarto album 7000 danses, incidono nello stesso studio scelto dal gruppo inglese per l'album Kiss Me, Kiss Me, Kiss Me, la polemica si inasprisce. 7000 Danses non va bene come l'album precedente, vendendo solo 320 000 copie.
Nel 1989 il sassofonista Dimitri Bodianskin decide di lasciare il gruppo per stare vicino alla sua famiglia, così gli Indochine ridiventano un trio. La decisione dell'abbandono arriva effettivamente per motivi famigliari, Dimitri era diventato da un anno padre del suo primo figlio Boris, ma anche per via delle incomprensioni con Dominique, ma soprattutto con Nicola. Lo stesso Dimitri ricorda come spesso questi gli rinfacciassero di essere l'ultima ruota del carro, cosa che facevano anche con Stef solo che, a differenza di quest'ultimo, Dimitri non lottò per preservare il suo posto nel gruppo. Nonostante l'abbandono, Dimitri rimane in buonissimi rapporti con Nicola, tanto che questi diventa il padrino della secondogenita di Dimitri e, nel 2003, in occasione del matrimonio con Gwen, lui è il testimone di nozze di Nicola. Il cantante degli Indochine chiama spesso il vecchio amico per suonare e registrare, come nel caso del pezzo Drugstar.

### Gli anni '90

#### Il declino
Nel 1990 esce Le baiser, che contiene la famosa Des fleurs pour Salinger. L'album vende 300 000 copie ed il tour che segue è un successo.
L'anno seguente il gruppo festeggia i dieci anni di attività con l'uscita di una raccolta intitolata Le Birthday Album. L'album vende 600 000 copie ed il gruppo diventa conosciuto in tutta Europa, ma non in Italia.
Dopo questo exploit, tuttavia, seguono tre anni di assenza dalle scene.
Il gruppo torna nel 1993 con l'album Un jour dans notre vie, ma il disco non conosce il successo dei precedenti e vende solo 90 000 copie.
In questo periodo iniziano a sorgere problemi fra Nicola Sirkis e Dominique Nicolas, che sembrano avere in mente strade diverse per il gruppo.
Nonostante gli scarsi risultati, nell'Agosto del 1994 gli Indochine richiamano cinquemila persone alla Grande Place de Spa in Belgio. Il concerto viene registrato e ne nasce un live intitolato Radio Indochine, che però non ha fortuna e vende solo 40.000 copie, anche per colpa della scarsa qualità dell'audio. Il titolo è scelto in polemica verso il boicottaggio da parte delle radio francesi, che non trasmettono più i pezzi del gruppo.

#### L'abbandono di Dominique Nicolas
Ormai gli Indochine sono considerati un gruppo del passato, in pieno declino, Dominique Nicolas decide di abbandonare il gruppo alla fine del 1994 terminato il tour. A favorire questa separazione sono i conflitti tra il compositore e il paroliere, che ormai concepiscono strade diverse per il gruppo, ma anche i pessimi rapporti con Stéphane che vorrebbe partecipare maggiormente alla parte compositiva. Nicola Sirkis e Dominique Nicolas non si incontreranno più, ad eccezione della triste occasione del funerale di Stéphane Sirkis, in cui tutti i componenti originari degli Indochine si trovano per l'ultima volta insieme nello stesso luogo. Recentemente Nicola Sirkis ha dichiarato di considerarlo comunque uno dei più grandi compositori francesi.

#### I fratelli Sirkis
A tutti gli effetti gli Indochine sono diventati un duo composto dai fratelli Sirkis. I due riconoscono il bisogno di avere un compositore che aiuti Nicola nella scrittura dei pezzi, anche se in realtà è quest'ultimo che spinge perché non si fida del talento del fratello, per cui viene reclutato il chitarrista Alexandre Azaria, vecchio membro dei Cri de la Mouche. Azaria si va ad unire agli altri musicisti che avevano già allargato il nucleo originale della band, quando ancora era presente Dominique Nicolas, ovvero Jean Pierre Pilot, tastierista e dopo l'abbandono di Dominik anche compositore e di Marc Eliar, bassista e componente più longevo della band dopo Nicola. Così rigenerata la band ottiene un nuovo contratto per tre album ancora con la BMG nel 1995.
Nel Febbraio 1996 esce la compilation Unita. Sulla copertina c'è la foto di una giovane fan che rappresenta la rinascita, un nuovo punto d'origine del gruppo, un messaggio di apertura alle nuove generazioni. La ragazza si chiama Gwen Blast, ha solo 19 anni, e nel 2003 diventerà la seconda moglie di Nicola.
Il 1997 è l'anno dell'uscita di Wax, che vende appena 50 000 copie, ma il tour che ne segue invece va bene, tanto da favorire la registrazione di un altro album live, Indo live, e la realizzazione di un DVD/VHS. Il concerto ripreso viene registrato l'11 Maggio a Bruxelles. Sul palco c'è anche Dimitri, con il quale Nicola non ha mai rotto i rapporti, che suona in uno dei nuovi pezzi dell'album, Drugstar. Questo è il primo pezzo degli Indochine che Nicola scrive da solo, sia testo che musica. L'album vende 275 000 copie solo in Francia, e anche il DVD va molto bene.
Sebbene Azaria abbia partecipato alla scrittura e co-scrittura, assieme a Stéphane Sirkis, di molti pezzi di Wax, egli non parteciperà alla tournée poiché le violente incomprensioni con Pilot di cui arbitro fu Nicola, e anche una certa voglia di diventare il leader della band scalzando i due fratelli Sirkis, fa terminare presto il rapporto con la band. Azaria lascia il gruppo nel 1997.

#### La morte di Stéphane
Il gruppo si sta lentamente riprendendo dopo il brutto periodo passato.
Dopo il tour di Wax, a fine 1998 Nicola torna con suo fratello in studio per preparare il nuovo disco, previsto in uscita per la primavera del 1999. Stéphane però muore per un'epatite fulminante, risultato di uno stato di salute già molto precario, il 27 febbraio. Le circostanze del decesso sono molto controverse e tuttora non si conoscono chiaramente. L'eredità che il gemello di Nicola lascia al gruppo sta tutta nei tre pezzi da lui scritti per il nuovo album Dancetaria, She Night, StefII e Atomic Sky.
L'album, pubblicato solo nell'agosto del 1999, vende 120 000 copie e viene dedicato a Stéphane. Nicola, rimasto l'unico membro della formazione originale, decide di continuare l'avventura anche in memoria di suo fratello.

### Gli anni 2000

#### La rinascita: L'arrivo di Olivier Gérard e l'albumParadize
Durante tutto il 2000 il gruppo si dedica al tour di Dancetaria, raccogliendo grandi consensi, e grande affetto dal pubblico che si stringe intorno a Nicola e alla sua perdita. Nello stesso periodo è da ricordare il concerto del 12 agosto 2000 all'Arènes de Nîmes con i Placebo. È la prima volta che Nicola Sirkis e Brian Molko lavorano insieme, ma non sarà l'ultima. I due gruppi richiamano in Francia lo stesso tipo di pubblico, e la collaborazione viene molto ben vista.
La band dedica quindi un concerto acustico,Le Stef concert, alla memoria di Stéphane nel giorno del primo anniversario della sua morte. Da questa esperienza nascerà l'idea per l'album acustico Nuits Intimes.
In questo periodo, inoltre, si delinea quella che è la formazione attuale, ad eccezione del tastierista. Nel 1998 si era aggiunto come seconda chitarra, e sostituto del sempre più ammalato Stéphane, Boris Jardel, grande appassionato di rock inglese ed in particolare della band degli Oasis, mentre nel 1999 entra come tuttofare Olivier Gérard, soprannominato Oli de Sat. Questo nome deriva dal fatto che egli aveva lavorato per la prima volta col gruppo quando si era occupato della copertina del singolo Satellite, da cui Oli(vièr) de Sat(tellite). Oli de Sat è la figura chiave della rinascita del gruppo. Quando nel 2001 Pilot abbandona la band, si libera il posto sul palco per il giovane Olivier che fa il suo debutto proprio sul palco della tournée di Paradize. L'album porta per la quasi interezza la sua firma per la parte musicale. Il tipo di musica che scrive Oli riflette tutte le sue influenze musicali come Marilyn Manson e i Nine Inch Nails, e da una svecchiata alla band facendo virare il suono verso un timbro più gothic ed alternative. Questo permette alle nuove generazioni di avvicinarsi ad un gruppo che ha già vent'anni di storia alle spalle.
Nel 2001 si unisce anche François Soulier detto Mr. Shoes, che prende il posto di Matthieu Rabaté. A favorire l'entrata nel gruppo del batterista è Boris Jardel amico di vecchia data di François, avvertendolo precocemente che la band sta cercando un nuovo batterista.
Il 2002 è l'anno del rilancio con l'uscita di Paradize, che vende più di un milione di copie e il totale delle vendite dei 6 singoli estratti è di 1500000, riporta al successo Nicola Sirkis e gli Indochine. L'album
diventa disco dell'anno agli NRJ Music Award e gli Indochine vengono nominati Best French Act agli MTV Europe Music Awards del 2003.
Il grande successo discografico è seguito da una grande affluenza di fans, vecchi e nuovi, ai concerti del gruppo, che fa il tutto esaurito in giro per l'Europa.
Per celebrare il tour, che è stato il più importante della loro carriera, agli inizi del 2004 esce il triplo DVD 3.6.3, che contiene i due concerti a Bercy (Parigi), e quasi tre ore di contenuti speciali, per una durata totale di sei ore. A seguire esce anche l'album live 3.6.3.
Paradize doveva essere l'ultimo album degli Indochine. Infatti la lettera z sostituita alla corretta s sta a significare che il gruppo, ma propriamente Nicola Sirkis, è arrivato al suo ultimo atto. Nicola era infatti diventato padre nel 2001 e si era appena sposato con la giovane compagna. L'ultimo brano contenuto nell'album scritto dal cantautore francese Jean Louis Murat,  Un Singe en Hiver preannuncia difatti l'abbandono dalla scene di Nicola.
Il pezzo parla di un uomo che è appena ritornato dall'Indocina, luogo in cui ha lasciato la sua giovinezza e la sua moto(una delle passioni di Nicola), dopo aver deciso che è giunto il momento di dire addio a questa terra per poter andare più lontano. La frase et depuis je pars toutes les nuits si riferisce ai tanti concerti della band. La frase j'entends plus des hélicoptéres si riferisce ai tanti viaggi effettuati durante le tournée per il mondo e al fatto che Nicola ha conseguito la licenza di volo.
Inoltre c'è il riferimento a Bob Morane che viene descritto come est étendu ovvero disteso, come morto.
Bob Morane protagonista della canzone L'aventurier è il simbolo dell'inizio della carriera di Nicola.
Il cantante decide però di continuare, visti i risultati delle vendite che hanno segnato la rinascita del gruppo.

#### Alice & June
Il 19 dicembre 2005 esce l'album Alice & June, un album che Nicola definirà "violemment romantique et joyeusement pornographique". Registrato a Bruxelles, Londra e in Normandia, A&J è coprodotto da Nicola Sirkis e Oli de Sat, mentre il mixing è opera di Dave Bascombe (Depeche Mode), Paul Kendall (Smashing Pumpkins, Nine Inch Nails, Jesus & Mary Chain) e Oli de Sat. La presentazione ufficiale avviene in una conferenza stampa organizzata il 27 settembre alla Tour Eiffel, e l'album entra direttamente al secondo posto nella classifica francese e al primo di quella belga. Diventa disco d'oro vendendo 450 000 copie.
Come suggerisce la copertina, l'opera è ispirata alla favola Le avventure di Alice nel Paese delle Meraviglie, che Nicola legge in quel particolare periodo alla piccola figlia.
Il tour di A&J è aperto dal concerto del 6 marzo a Montpellier, e fa tre date sold-out a Bercy.

#### Hanoi 6.6.6: 25 anni di carriera
Per festeggiare i 25 anni di carriera del gruppo, ma principalmente della sua anima e fondatore Nicola Sirkis, la band parte per il Vietnam, dove insieme alla filarmonica locale dà luogo il 6 giugno 2006 ad uno spettacolo che presenta le nuove e le vecchie glorie della band. Il concerto diventa un album live e un DVD che esce nel febbraio del 2007.

#### La République des Meteors
Il 2007 vede la band girare ancora l'Europa e la Francia in tour, raccogliendo un grande successo. Anche per questa tournée viene prodotto un album live e un doppio DVD.
Nel 2008 la band si ritira in studio per registrare il nuovo album, ma trova anche il tempo per sostenere la causa di Reporters sans frontières per il boicottaggio della cerimonia d'apertura delle Olimpiadi di Pechino, incidendo una cover di You Spin Me Round (like a Record), dei Dead or Alive, i cui proventi vengono integralmente devoluti a favore dell'organizzazione.
È stato scelto appositamente un brano di un'altra band e non degli Indochine perché Nicola e soci, non volevano che questa partecipazione alla causa fosse intesa come un modo per la band di farsi pubblicità a livello mondiale considerando che il loro pubblico è principalmente francofono.
Nel febbraio 2009 il singolo Little Doll precede l'uscita del nuovo album La République des Meteors, pubblicato il 9 marzo.
Sulla scia di 400 000 copie vendute, parte il Meteor tour, la cui prima parte inizia con il concerto all'Olympia di Parigi il 26 giugno e si conclude il 18 dicembre all'Antarès di Le Mans. La seconda parte del tour inizia il 5 marzo 2009 allo Zénith di Rouen e termina con il grande concerto del 26 giugno 2010 allo Stade de France di Parigi. Tutte le date del tour sono sold out.

### Il concerto allo Stade de France del 26 giugno 2010
È stato l'evento dell'estate parigina 2010. I biglietti sono stati messi in vendita dal novembre 2008 e andarono esauriti in breve tempo. Lo spot pubblicitario vide Nicola Sirkis e Boris Jardel posare nudi insieme agli altri componenti del gruppo, che invece erano vestiti. Questa foto è diventata il logo dell'evento.
Gli Indochine sono stati di fatto il primo gruppo francese a suonare allo Stade de France. Il concerto è stato aperto dai Wampas e da Miss Kitty. La scenografia è imponente, con cinque maxi schermi e un grande pallone meteostatico che svetta sul palco. All'inizio del concerto sui cinque schermi appaiono i simboli dei vecchi tour a partire da Dancetaria, per finire con il Meteor Tour. La prima canzone della scaletta è Go Rimbaud Go. Nicola Sirkis, che festeggiava i suoi 30 anni di carriera, visibilmente emozionato, si esisce con i nuovi pezzi e i cavalli di battaglia davanti a 80.000 persone.
Il mese prima del concerto, tramite un sondaggio indetto sul sito ufficiale del gruppo, i fan hanno potuto scegliere una canzone della scaletta. La più votata fu She Night di Stéphane Sirkis. Nicola la canta con la voce rotta in ricordo del fratello. Sul palco per la canzone Tes yeux noirs insieme a Nicola salgono Dimitri con il suo sassofono e Lou Sirkis, la figlia di Stef, alla chitarra.
Alla fine del concerto, sotto una pioggia di coriandoli, appare sul pallone meteostatico la scritta "Putain de Public", che è sempre stato il modo ironico in cui Nicola Sirkis saluta il suo pubblico, che gli risponde "Putain de Groupe". L'intero concerto è stato trasmesso in diretta sul canale SFR. Il DVD e il doppio CD del concerto sono in commercio dal 17 gennaio 2011.

## Collaborazioni
- In Punishment Park la voce femminile è dell'attrice Juliette Binoche. Il testo è di Nicola Sirkis, la musica di Dominique Nicolas. Fa parte dell'album Le Baiser.
- Le Grand Secret con Melissa Auf der Maur. La canzone scritta da Nicola Sirkis e Olivier Gérard si trova nell'album Paradize. La musicista canadese canterà la canzone insieme a Nicola al concerto di Bercy e in altre occasioni.
- Pink water 3 con Brian Molko, che scrive la parte in inglese. I due non canteranno mai dal vivo insieme la canzone. Ne verrà riproposta una versione chiamata Pink water 1 in cui scompare la parte in inglese di Brian Molko. Il duetto era atteso con grande ansia da anni dal pubblico francese e dagli stessi artisti. Il pezzo in francese è opera di Nicola Sirkis e Olivier Gérard. Si trova in A&J. Ne esiste una terza versione, Pink Water 2 cantata totalmente in inglese.
- Harry Poppers con i Les Wampas. Si trova sulla versione 2CD dell'album Alice&June.
- Aujourd'hui je pleure con gli AqME. Si trova sulla versione 2CD dell'album Alice&June.
- Un ange à ma table, con Suzanne Combeaud. Si trova in La République des Meteors. Il testo è di Nicola Sirkis e Suzanne Combeaud. La musica da Nicola Sirkis e Olivier Gérard.
- Go Rimbaud Go Suzanne Combeaud è coautrice del testo. La musica è di Nicola Sirkis e Olivier Gérard.
- Je t'aime tant, con la ex-moglie Gwen Blast e Suzanne Combeaud. Il pezzo si trova in La République des Meteors. È una cover di Elli Mederios e di Denis Quilliard.
- L Word la ex-moglie Gwen Blast è coautrice del testo. Si trova in La République des Meteors. La musica è di Nicola Sirkis, Marc Eliard e Boris Jardel.
- I testi di "Comateen 2", "Ladyboy" et "Talulla" sono nati in collaborazione con la poetessa francese Valerie Rouzeau

## Membri del gruppo
Membri attuali
- Nicola Sirkis (voce, chitarra, sintetizzatore e armonica a bocca, fondatore, presente dal 1981)
- Marc Eliard (basso, dal 1992)
- Boris Jardel (chitarra, dal 1998)
- Mr Shoes (François Soulier), (batteria, dal 2002)
- François Matuszenski, (tastiere, dal 2006)
- Oli de Sat (Olivier Gérard), (tastiere e chitarra, dal 2002)

Ex membri
- Stéphane Sirkis, (chitarra e tastiere, dal 1982 al 1999 → anno della sua morte. Fratello gemello di Nicola Sirkis)
- Dominique Nicolas, (chitarra, dal 1981 al 1994)
- Dimitri Bodianski, (sassofono, dal 1981 al 1988)
- Arnaud Devos, (batteria, dal 1985 al 1986)
- Diego Burgar, (basso, nel 1988)
- Jean-My Truong, (batteria, dal 1988 al 1994)
- Philippe Eidel, (fisarmonica, nel 1992)
- Jean Pierre Pilot, (tastiere, dal 1994 al 2001)
- Alexandre Azaria, (chitarra, dal 1995 al 1997)
- Monsieur Tox, (chitarra, dal 1996 al 1997)
- Monsieur Yann, (batteria, dal 1996 al 1998)
- Matthieu Rabaté, (batteria, dal 1999 al 2002)
- Monsieur Frédéric (Frédéric Helbert), (tastiere dal 2002 al 2004)

## Discografia

### Album in studio
- 1982 - L'aventurier
- 1983 - Le péril jaune
- 1985 - 3
- 1987 - 7000 danses
- 1990 - Le baiser
- 1993 - Un jour dans notre vie
- 1996 - Wax
- 1999 - Dancetaria
- 2002 - Paradize
- 2005 - Alice & June
- 2009 - La République des Meteors
- 2013 - Black City Parade
- 2017 - 13

### Live
- 1986 - Indochine au Zénith
- 1994 - Radio Indochine
- 1997 - INDO LIVE
- 2001 - Nuits intimes
- 2004 - 3.6.3
- 2007 - Hanoï
- 2007 - Alice & June Tour
- 2010 - Le Meteor sur Bruxelles
- 2011 - Putain de stade

### Raccolte
- 1991 - Le Birthday Album 1981-1991
- 1996 - Unita
- 1996 - Les versions longues
- 20020- Génération Indochine
- 2004 - Le birthday album 1981-1996

### Singoli
- Dizzidence Politik
- L'aventurier
- Miss Paramount
- Kao Bang
- Canary Bay
- 3ème Sexe
- Tes yeux noirs
- A l'assaut
- Les Tzars
- La Machine à rattraper le temps
- La Chevauchée des champs de blé
- Le Baiser
- Des Fleurs pour Salinger
- Punishment Park
- La Guerre est finie
- Savoure le rouge
- Un jour dans notre vie
- 3ème sexe (Live 1994)
- Kissing my song
- Drug star
- Je n'embrasse pas
- Satellite
- L'aventurier
- Mes Regrets - 3ème sexe
- Juste toi et moi
- Stef II
- Atomic Sky
- Justine
- Punker
- J'ai demandé à la lune
- Mao Boy!
- Le Grand Secret
- Marilyn
- Un Singe en hivers
- Alice & June
- Adora
- Pink Water
- Salombo
- Little Dolls
- Play Boy
- Le Lac
- Un ange à ma table
- Memoria

## Videografia
- 1986 - Indochine au Zénith
- 1988 - Indochine tour 88
- 1991 - Le Birthday Album
- 1996 - Unita
- 1997 - INDO LIVE
- 2002 - Les Divisions de la joie
- 2004 - Paradize Show
- 2004 - L'Intégrale des clips
- 2007 - Hanoï
- 2007 - Alice & June Tour
- 2011 - Putain de stade

## Riconoscimenti
- Bus d'Acier (1983)
- MTV Europe Music Awards:
  - Meilleur artiste français (2002)
- NRJ Music Awards:
  - Meilleur album francophone (2003)
- Victoires de la musique:
  - Meilleur album pop/rock (2003)
- Referendum Rock Mag/Le Mouv': (2006)
  -  Meilleur groupe français
  -  Meilleur Chanteur français (Nicola Sirkis)
  -  Meilleur titre rock français (Adora)
  -  Meilleur guitariste français (Boris Jardel)
  -  Meilleur Bassiste français (Marc Eliard)
  -  Meilleur batteur français (François Soulier)
  -  Meilleur clavier français (Matu)
  -  Concert de l'année (6.6.6 Hanoï)
  -  Tournée de l'année
  -  Livre de l'année (Les mauvaises nouvelles de Nicola Sirkis)
- Referendum Rock Mag/Le Mouv' :(2007)
  - Meilleur groupe français
  - Meilleur Chanteur français (Nicola Sirkis)
  - Meilleur album live
  - Meilleur dvd live (Alice & June tour)
  - Meilleure tournée

| Date | Voce                                            | Chitarra solista             | Chitarra ritmica                                  | Basso                        | Batteria                   | Tastiere                        | Albums                    |
| ---- | ----------------------------------------------- | ---------------------------- | ------------------------------------------------- | ---------------------------- | -------------------------- | ------------------------------- | ------------------------- |
| 1981 | Nicola Sirkis (+ chitarra ritmica) (+ armonica) | Dominique Nicolas            | -                                                 | -                            | -                          | Dimitri Bodianski (+ Sassofono) |                           |
| 1982 | Nicola Sirkis (+ chitarra ritmica) (+ armonica) | Dominique Nicolas            | Stéphane Sirkis (+ tastiere) (+ Chitarra Solista) | -                            | -                          | Dimitri Bodianski (+ Sassofono) | L'aventurier              |
| 1983 | Nicola Sirkis (+ chitarra ritmica) (+ armonica) | Dominique Nicolas            | Stéphane Sirkis (+ tastiere) (+ Chitarra Solista) | -                            | -                          | Dimitri Bodianski (+ Sassofono) | Le péril jaune            |
| 1984 | Nicola Sirkis (+ chitarra ritmica) (+ armonica) | Dominique Nicolas            | Stéphane Sirkis (+ tastiere) (+ Chitarra Solista) | -                            | -                          | Dimitri Bodianski (+ Sassofono) |                           |
| 1985 | Nicola Sirkis (+ chitarra ritmica) (+ armonica) | Dominique Nicolas            | Stéphane Sirkis (+ tastiere) (+ Chitarra Solista) | -                            | Arnaud Devos               | Dimitri Bodianski (+ Sassofono) | 3                         |
| 1986 | Nicola Sirkis (+ chitarra ritmica) (+ armonica) | Dominique Nicolas            | Stéphane Sirkis (+ tastiere) (+ Chitarra Solista) | -                            | Arnaud Devos               | Dimitri Bodianski (+ Sassofono) |                           |
| 1987 | Nicola Sirkis (+ chitarra ritmica) (+ armonica) | Dominique Nicolas            | Stéphane Sirkis (+ tastiere) (+ Chitarra Solista) | -                            | Arnaud Devos               | Dimitri Bodianski (+ Sassofono) | 7000 danses               |
| 1988 | Nicola Sirkis (+ chitarra ritmica) (+ armonica) | Dominique Nicolas            | Stéphane Sirkis (+ tastiere) (+ Chitarra Solista) | Diego Burgar                 | Jean-My Truong             | Dimitri Bodianski (+ Sassofono) |                           |
| 1989 | Nicola Sirkis (+ chitarra ritmica) (+ armonica) | Dominique Nicolas            | Stéphane Sirkis (+ tastiere) (+ Chitarra Solista) | Diego Burgar                 | Jean-My Truong             | Philippe Eidel                  |                           |
| 1990 | Nicola Sirkis (+ chitarra ritmica) (+ armonica) | Dominique Nicolas            | Stéphane Sirkis (+ tastiere) (+ Chitarra Solista) | Diego Burgar                 | Jean-My Truong             | Philippe Eidel                  | Le baiser                 |
| 1991 | Nicola Sirkis (+ chitarra ritmica) (+ armonica) | Dominique Nicolas            | Stéphane Sirkis (+ tastiere) (+ Chitarra Solista) | Diego Burgar                 | Jean-My Truong             | Philippe Eidel                  |                           |
| 1992 | Nicola Sirkis (+ chitarra ritmica) (+ armonica) | Dominique Nicolas            | Stéphane Sirkis (+ tastiere) (+ Chitarra Solista) | Marco Eliard (+ violoncello) | Jean-My Truong             | Philippe Eidel                  |                           |
| 1993 | Nicola Sirkis (+ chitarra ritmica) (+ armonica) | Dominique Nicolas            | Stéphane Sirkis (+ tastiere) (+ Chitarra Solista) | Marco Eliard (+ violoncello) | Jean-My Truong             | Philippe Eidel                  | Un jour dans notre vie    |
| 1994 | Nicola Sirkis (+ chitarra ritmica) (+ armonica) | Dominique Nicolas            | Stéphane Sirkis (+ tastiere) (+ Chitarra Solista) | Marco Eliard (+ violoncello) | Jean-My Truong             | Jean-Pierre Pilot               |                           |
| 1995 | Nicola Sirkis (+ chitarra ritmica) (+ armonica) | -                            | Stéphane Sirkis (+ tastiere) (+ Chitarra Solista) | Marco Eliard (+ violoncello) | -                          | Jean-Pierre Pilot               |                           |
| 1996 | Nicola Sirkis (+ chitarra ritmica) (+ armonica) | Alexandre Azaria             | Stéphane Sirkis (+ tastiere) (+ Chitarra Solista) | Marco Eliard (+ violoncello) | Yann Cortéla               | Jean-Pierre Pilot               | Wax                       |
| 1997 | Nicola Sirkis (+ chitarra ritmica) (+ armonica) | Xavier Géromini              | Stéphane Sirkis (+ tastiere) (+ Chitarra Solista) | Marco Eliard (+ violoncello) | Yann Cortéla               | Jean-Pierre Pilot               |                           |
| 1998 | Nicola Sirkis (+ chitarra ritmica) (+ armonica) | Boris Jardel (+ percussioni) | Stéphane Sirkis (+ tastiere) (+ Chitarra Solista) | Marco Eliard (+ violoncello) | Yann Cortéla               | Jean-Pierre Pilot               |                           |
| 1999 | Nicola Sirkis (+ chitarra ritmica) (+ armonica) | Boris Jardel (+ percussioni) | Olivier Gérard (Oli de Sat) (+ tastiere)          | Marco Eliard (+ violoncello) | Matthieu Rabaté            | Jean-Pierre Pilot               | Dancetaria                |
| 2000 | Nicola Sirkis (+ chitarra ritmica) (+ armonica) | Boris Jardel (+ percussioni) | Olivier Gérard (Oli de Sat) (+ tastiere)          | Marco Eliard (+ violoncello) | Matthieu Rabaté            | Jean-Pierre Pilot               |                           |
| 2001 | Nicola Sirkis (+ chitarra ritmica) (+ armonica) | Boris Jardel (+ percussioni) | Olivier Gérard (Oli de Sat) (+ tastiere)          | Marco Eliard (+ violoncello) | Matthieu Rabaté            | Frédéric Helbert                |                           |
| 2002 | Nicola Sirkis (+ chitarra ritmica) (+ armonica) | Boris Jardel (+ percussioni) | Olivier Gérard (Oli de Sat) (+ tastiere)          | Marco Eliard (+ violoncello) | François Soulier\|Mr Shoes | Frédéric Helbert                | Paradize                  |
| 2003 | Nicola Sirkis (+ chitarra ritmica) (+ armonica) | Boris Jardel (+ percussioni) | Olivier Gérard (Oli de Sat) (+ tastiere)          | Marco Eliard (+ violoncello) | François Soulier\|Mr Shoes | Frédéric Helbert                |                           |
| 2004 | Nicola Sirkis (+ chitarra ritmica) (+ armonica) | Boris Jardel (+ percussioni) | Olivier Gérard (Oli de Sat) (+ tastiere)          | Marco Eliard (+ violoncello) | François Soulier\|Mr Shoes | Frédéric Helbert                | -                         |
| 2005 | Nicola Sirkis (+ chitarra ritmica) (+ armonica) | Boris Jardel (+ percussioni) | Olivier Gérard (Oli de Sat) (+ tastiere)          | Marco Eliard (+ violoncello) | François Soulier\|Mr Shoes | Matu                            | Alice & June              |
| 2006 | Nicola Sirkis (+ chitarra ritmica) (+ armonica) | Boris Jardel (+ percussioni) | Olivier Gérard (Oli de Sat) (+ tastiere)          | Marco Eliard (+ violoncello) | François Soulier\|Mr Shoes | Matu                            |                           |
| 2007 | Nicola Sirkis (+ chitarra ritmica) (+ armonica) | Boris Jardel (+ percussioni) | Olivier Gérard (Oli de Sat) (+ tastiere)          | Marco Eliard (+ violoncello) | François Soulier\|Mr Shoes | Matu                            |                           |
| 2008 | Nicola Sirkis (+ chitarra ritmica) (+ armonica) | Boris Jardel (+ percussioni) | Olivier Gérard (Oli de Sat) (+ tastiere)          | Marco Eliard (+ violoncello) | François Soulier\|Mr Shoes | Matu                            |                           |
| 2009 | Nicola Sirkis (+ chitarra ritmica) (+ armonica) | Boris Jardel (+ percussioni) | Olivier Gérard (Oli de Sat) (+ tastiere)          | Marco Eliard (+ violoncello) | François Soulier\|Mr Shoes | Matu                            | La République des Meteors |
| 2010 | Nicola Sirkis (+ chitarra ritmica) (+ armonica) | Boris Jardel (+ percussioni) | Olivier Gérard (Oli de Sat) (+ tastiere)          | Marco Eliard (+ violoncello) | François Soulier\|Mr Shoes | Matu                            |                           |

"-" Indica l'inesistenza di un membro che utilizza lo strumento o nessun rimpiazzamento.